# 이지니쉬르메르
이지니쉬르메르(프랑스어: Isigny-sur-Mer)는 프랑스 북서부 칼바도스 데파르트망 및 노르망디 레지옹의 코뮌이다. 이곳은 코뮌 공동체 이시니-오마하 인터콤의 일부이며, 코뮌의 총 인구는 27,181명이다.

## 지리

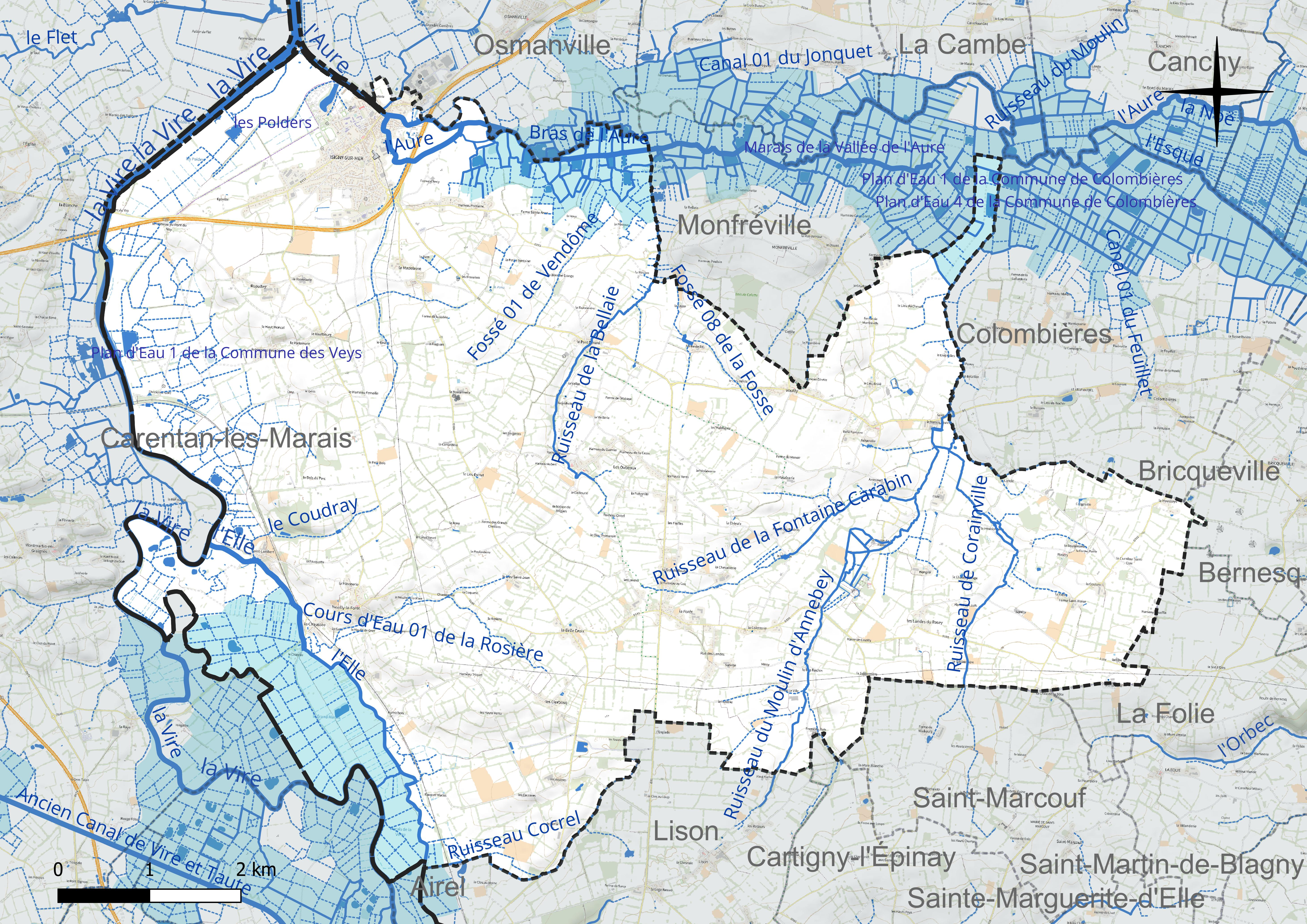
이지니쉬르메르의 수계

이 시는 노르망디 센강 유역에 위치해 있다. 시 전역은 비르강, 오르강, 엘강, 그리고 앙느베이 방앗간 개울, 코랭빌 개울, 엘강의 지류, 코크렐 개울, 로지에르 제1지류, 쿠드레 개울, 파르크 숲 제1도랑, 파르크 숲 제2도랑, 이시니쉬르메르 시의 제1운하, 옛 기차역의 제1운하, 이시니쉬르메르 시의 제2운하, 베이 정차장의 제1운하, 폴더 지역의 제1운하, 테르르 도랑, 쉬아르 습지의 제1운하, 엘 숲 농장의 제1도랑, 카라벵 샘 개울, 코랭빌 개울, 오르강의 지류, 오르강, 벨라이 개울, 포스 지역의 제8도랑, 방돔의 제1도랑, 이시니쉬르메르의 제1도랑, 마들렌의 제1도랑, 그 외 여러 작은 하천 등이 있다.
비르강은 길이 128km로 비르 노르망디에서 발원하여 27개 시를 지나 오스망빌과 카랑탕레마레의 경계에서 센만으로 흘러든다. 오르강은 길이 82km로 코몽쉬르오르 시에서 발원하여 26개 시를 지나 오스망빌, 이시니쉬르메르, 카랑탕-레-마레의 경계에서 비르강으로 흘러든다. 엘강은 길이 32km로 생제르맹델에서 발원하여 11개 시를 지나 이 지역 내에서 비르강으로 합류한다.

## 경제
네 강이 합류하는 하구 지역인 베 데 베이(Baie des Veys)로 알려진 비옥한 초원 지대에 위치한 이시니는 중요한 낙농 산업의 중심지이다. 이 도시는 AOC 버터와 크림뿐만 아니라 이시니 생트-메르 협동조합에서 생산하는 미몰레트, 퐁레베크, 카망베르, 트레저 디시니 치즈 등으로 유명하다. 20세기 중반부터 베 데 베이 인근 해역에서는 굴 양식이 활발히 이루어졌다. 주요 강인 비르강이 코뮌을 통과한다.

## 역사

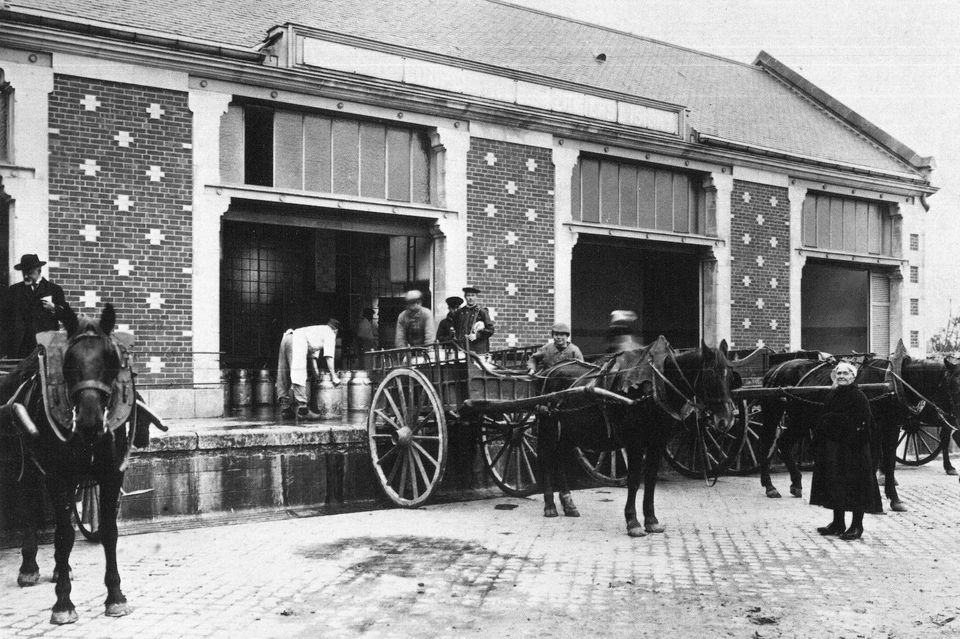
1900년경 이시니쉬르메르의 낙농장

이시니라는 이름은 게르만 이름 "Iso"와 라틴어 접미사 -iacum에 기반한 라틴어 "Isiniacum"에서 유래했을 것으로 추정된다.
이 도시는 지리적으로 유리한 위치에 있으며 산업 역사에 그 중요성을 두고 있다. 우유 가공의 산업화는 19세기 초에 시작되었다. 특히 뒤퐁 디시니 가문이 많은 공장을 건설했으며, 이후 사업을 다각화하여 유명한 이시니 카라멜을 만들었다. 최근에는 협동조합인 이시니 낙농업이 지배적이다. 한편, 농업 박람회와 시장도 이시니의 명성에 기여했다.
디시니 가문은 노르만 잉글랜드 정복 이전으로 거슬러 올라가며, 정복자 윌리엄 (1028–82)에게는 디시니라는 이름의 군 지휘관들이 있었다. 1924년, 이시니는 이시니쉬르메르로 개명되었다.
항구는 연안 항해를 용이하게 하여 상업 및 산업 활동(북부에서 목재 수입; 리트리 광산에서 석탄 및 버터 수출)을 발전시키고 유지하는 데 중요했다. 어업은 1970년대 말까지 중요했다(홍합 어업 및 호그 구역 어부들이 운항하는 소형 선박). 유명한 "카이유 디시니(Caïeu d'Isigny)"는 1869년 알프레드 로셀(1841–1926)이 창작한 이시니 선원과 어부들을 위한 찬가이다.
이시니는 1944년 6월 8일 두 차례의 폭격으로 60% 이상 파괴되었으며, 이후 거의 완전히 재건되었다. 이시니는 노르망디 상륙작전에서 중요한 역할을 했다. 미국의 요청으로 20척의 작은 네덜란드 스휘트가 해상에 정박된 대형 화물선에서 물품과 장비를 내륙으로 운반하는 데 사용되었다. 샤를 드골은 1944년 6월 14일과 1946년 6월 16일에 이곳 주민들을 방문했다.
디즈니 성은 이 마을에서 유래했다. 월트 디즈니의 가장 오래된 알려진 조상 중 유사한 이름을 가진 사람은 장-크리스토프 디시니("이시니 출신")였으며, 이 분파는 현재 영국의 노턴 디즈니라 불리는 곳에 정착했다.
2017년 1월 1일, 이 코뮌은 이전 코뮌인 카스틸리, 뇌일리-라-포레, 레주보, 부일리와 합병하여 확장되었다. 2015년까지 이시니쉬르메르는 24개 코뮌을 포함하고 인구가 9,935명이었던 이시니쉬르메르 캉통의 중심지였다.

## 인구
| 연도        | 인구  | ±% p.a. |
| ----------- | ----- | ------- |
| 1968        | 4,979 | —       |
| 1975        | 4,647 | −0.98%  |
| 1982        | 4,394 | −0.80%  |
| 1990        | 4,211 | −0.53%  |
| 1999        | 4,035 | −0.47%  |
| 2007        | 3,870 | −0.52%  |
| 2012        | 3,908 | +0.20%  |
| 2017        | 3,639 | −1.42%  |
| 출처: INSEE |       |         |

## 국제 관계
이 코뮌은 바일러바흐,  독일과 자매결연을 맺고 있다.
영국 데번의 킹스브리지와의 자매결연은 58년 만인 2019년에 종료되었다.

## 같이 보기
- 칼바도스주의 코뮌 목록
- 디시니, 미국에서 만들어진 치즈